# Cercotrichas
Cercotrichas es un género de aves paseriformes perteneciente a la familia Muscicapidae.
Anteriormente sus miembros se clasificaban en el género Erythropygia.

## Especies
Contiene las siguientes diez especies:
- Cercotrichas barbata (Hartlaub & Finsch, 1870) — alzacola barbudo;
- Cercotrichas coryphaeus (Lesson, 1831) — alzacola del Karroo;
- Cercotrichas galactotes (Temminck, 1820) — alzacola rojizo;
- Cercotrichas hartlaubi (Reichenow, 1891) — alzacola de Hartlaub;
- Cercotrichas leucophrys (Vieillot, 1817) — alzacola dorsirrojo;
- Cercotrichas leucosticta (Sharpe, 1883) — alzacola selvatico;
- Cercotrichas paena (Smith, 1836) — alzacola del Kalahari;
- Cercotrichas podobe (Muller, 1776) — alzacola negro;
- Cercotrichas quadrivirgata (Reichenow, 1879) — alzacola bigotudo;
- Cercotrichas signata (Sundevall, 1850) — alzacola pardo.